# Daniel Ings
Daniel Ings (Wiltshire, 30 novembre 1985) è un attore britannico.È conosciuto principalmente per il ruolo di Luke Curran nella sitcom Lovesick.

## Biografia
Frequenta la Dauntsey's School nel Wiltshire, in seguito si iscrive all'Università di Lancaster dove studia teatro laureandosi nel 2008. Continua i suoi studi teatrali alla Bristol Old Vic Theatre School ed in seguito al National Youth Theatre.
Inizia la sua carriera apparendo in vari lungometraggi finché, nel 2010, ottiene il suo primo ruolo televisivo nella serie televisiva di Channel 4 Pete Versus Life. L'anno successivo, con un piccolo ruolo, è presente nel cast di Pirati dei Caraibi - Oltre i confini del mare, quarto film della saga cinematografica Pirati dei Caraibi. Nel 2014 ottiene il suo primo ruolo importante nella sitcom Lovesick. Fra il 2016 ed il 2017 prende parte alle prime due stagioni della serie Netflix The Crown impersonando Michael Parker, segretario privato del principe Filippo, duca di Edimburgo. Nel 2018 ottiene un ruolo principale nella serie TV targata CBS Instinct.

## Filmografia

### Cinema
- Pirati dei Caraibi - Oltre i confini del mare (Pirates of the Caribbean: On Stranger Tides), regia di Rob Marshall (2011)
- Eddie the Eagle - Il coraggio della follia (Eddie the Eagle), regia di Dexter Fletcher (2016)
- The Marvels, regia di Nia DaCosta (2023)

### Televisione
- Pete Versus Life – serie TV, 5 episodi (2010-2011)
- Peep Show – serie TV, episodio 7x01 (2010)
- Psychoville – serie TV, 7 episodi (2010-2011)
- The Café – serie TV, 6 episodi (2011)
- Il giovane ispettore Morse (Endeavour) – serie TV, episodio 2x02 (2014)
- Mount Pleasant – serie TV, 8 episodi (2014)
- W1A – serie TV, 8 episodi (2014-2017)
- Lovesick – serie TV, 22 episodi (2014-2018)
- Agatha Raisin – serie TV, episodio 1x05 (2016)
- Vera – serie TV, episodio 6x01 (2016)
- The Crown – serie TV, 9 episodi (2016-2017)
- Instinct – serie TV, 24 episodi (2018-2019)
- Sex Education – serie TV, episodi 1x01-1x07 (2019)
- Black Mirror – serie TV, episodio 5x02 (2019)
- The English Game – miniserie TV, 5 puntate (2020)
- I Hate Suzie – serie TV, 11 episodi (2020-2022)
- Agatha Christie - Perché non l'hanno chiesto a Evans? (Why Didn't They Ask Evans?) – miniserie TV, 3 puntate (2022)
- Il re d'inverno – Artù, dal mito alla leggenda (The Winter King) – serie TV, 6 episodi (2023)
- The Gentlemen – serie TV, 8 episodi (2024)

### Teatro
- Il maestro e Margherita (Lyric Hammersmith, 2004)
- White Boy (Soho Theatre, 2007)
- Tory Boyz (Soho Theatre, 2008)
- I See Myself As a Bit of an Indiana Jones Figure (Old Red Lion, 2010)
- Frankenstein (National Theatre, 2011) nel ruolo di Victor/Servant 1
- Il castello errante di Howl (Southwark Playhouse, 2011) nel ruolo di Howl[6]
- One Man, Two Guvnors (Theatre Royal Haymarket, dal 2 marzo 2012) nel ruolo di Alan Dangle

## Doppiatori italiani
Nelle versioni in italiano delle opere in cui ha recitato, Daniel Ings è stato doppiato da:
- Massimo Triggiani in Lovesick, Sex Education, I Hate Suzie, Il re d'inverno – Artù, dal mito alla leggenda, I Hate Suzie Too
- Paolo De Santis in The Crown
- Gianfranco Miranda in Eddie the Eagle - Il coraggio della follia
- Paolo Vivio in Instinct
- Raffaele Carpentieri in Black Mirror
- Massimo Bitossi in The English Game
- Emiliano Reggente in Agatha Christie - Perché non l'hanno chiesto a Evans?
- Riccardo D'Aquino in The Marvels
- Gabriele Sabatini in The Gentlemen